# Parsevals formel
Parsevals formel är en formel inom Fourieranalys som relaterar en integral av en funktion till dess Fourierkoefficienter. Satsen har sitt ursprung i en sats om serier från 1799 av Marc-Antoine Parseval som senare tillämpades på Fourierserier.
Parsevals formel ger ett villkor för när likhet uppstår i Bessels olikhet. En liknande sats är Plancherels sats.

## Formulering
Parsevals formel har en formulering om rummet {\displaystyle L^{2}[T]} som är vanligt förekommande inom tillämpningar, men även en formulering om allmänna inre produktrum. Formuleringen i {\displaystyle L^{2}[T]} är ett specialfall av den allmänna formuleringen.

### Fourierserier
I rummet {\displaystyle L^{2}[T]} säger Parsevals formel att för två funktioner f och g i rummet gäller att:
{\displaystyle {\frac {1}{T}}\int _{T}f(t){\overline {g(t)}}dt=\sum _{n=-\infty }^{\infty }a_{n}{\overline {b_{n}}}}
och
{\displaystyle {\frac {1}{T}}\int _{T}|f(t)|^{2}dt=\sum _{n=-\infty }^{\infty }|a_{n}|^{2}}
där {\displaystyle a_{n}} och {\displaystyle b_{n}} är Fourierkoefficienterna till f respektive g givet av:
{\displaystyle a_{n}={\frac {1}{T}}\int _{T}f(t)e^{-int}dt}

### Inre produktrum
En allmännare form av Parsevals sats behandlar allmänna inre produktrum. Låt V vara ett inre produktrum, då säger Parsevals sats att en följd {\displaystyle (f_{k})} av ortonormala element i V är fullständig (dvs, det linjära höljet av {\displaystyle (f_{k})} är tät i V) om och endast om
{\displaystyle \|x\|=\sum _{k=1}^{\infty }|\langle x,v_{k}\rangle |}
för alla x i V. Som en följd av Parsevals sats får man att om {\displaystyle (f_{k})} är ett fullständigt ortonormalt system i V kan varje x i V skrivas som en summa (Fourierserie):
{\displaystyle x=\sum _{k=1}^{\infty }\langle x,v_{k}\rangle f_{k}}
och serien konvergerar i inre produktrummets norm:
{\displaystyle \lim _{N\to \infty }\left\|u-\sum _{k=1}^{N}\langle x,f_{k}\rangle f_{k}\right\|=0.}
Man får även följande likhet för att räkna ut skalärprodukten mellan två element genom att använda koefficienterna:
{\displaystyle \langle u,v\rangle =\sum _{k=1}^{\infty }\langle u,f_{k}\rangle {\overline {\langle v,f_{k}\rangle }}.}